# Он убивать не хотел
«Он убивать не хотел» — художественный фильм грузинского кинорежиссёра Георгия Шенгелая. По мотивам романа А. Пурцеладзе «Маци Хвития» и народных преданий.

## Сюжет
Фильм рассказывает о легендарном грузинском мстителе XIX века, благородном разбойнике Маци Хвития, мужественно выступившем против княжеского произвола.
Действие фильм происходит в Грузии XIX века. Правительница страны, княгиня Дадиани, пригласила Маци в свою свиту, но тот отказался. Княгиня отомстила ему: люди Дадиани сожгли дом Маци, убили отца и похитили его сестер. Вместе со своим другом Кочойей Маци отправляется к знаменитому разбойнику Отару Маргания, который опустошает владения князей Дадиани.

## В ролях
- Алек Габечава — Маци Хвития
- Манана Абазадзе — Эка
- Георгий Кавтарадзе — Кочойя, друг Маци
- Давид Абашидзе — Отар Маргания, главарь бандитов
- Резо Хобуа — Дзгвиба, бандит
- Зураб Кипшидзе — маленький Кочойя
- Георгий Геловани — Джогория, военачальник князя Дадиани
- Кахи Кавсадзе — князь Джамлет Дадиани
- Лиана Асатиани — княгиня Дадиани
- Дато Купарадзе — священник (озвучивал Яков Беленький)
- Баадур Цуладзе — Хвича, одноглазый бандит
- Бондо Гогинава — посланник князя Дадиани
- Тина Чарквиани — мать Маци
- Котэ Толорая — бандит
- Нодар Пиранишвили — придворный князя Дадиани
- Нодар Сохадзе — бандит
- Григорий Ткабладзе — отец Маци (в титрах не указан)

## Призы
- Приз кинофестиваля республик Закавказья и Украины (г. Тбилиси, 1967 год) за лучший героико-романтический фильм на историческом материале (Георгий Шенгелая).
- Приз «Золотая газель» и памятный диплом участия в международном кинофестивале средиземноморских стран в Танжере (1968 год) (Георгий Шенгелая).